# Семей таны
Семей таны  (каз. Семей Таңы) — казахстанская газета.
Газета издавалась с 1917 в г. Семипалатинск под названием «Сарыарка». Одна страница газеты под названием «Молодой большевик» посвящен молодежи. С 1931 года издавалось приложение «Ет алыбы». В феврале 1932 года сменила название на «Социалды Шығыс» («Социальный Восток»). Позже издавалась под названиями; «Екпінді» («Ударник», 1935), «Семей правдасы» («Семипалатинская правда», 1956), «Ертіс» («Иртыш», 1963). С 1966 «Семей таңы» («Семипалатинский рассвет»).

## Награды
- Грант Президента Республики Казахстан в области средств массовой информации (26 июня 2009 года) — за активное освещение тематики разоружения и прекращения ядерных испытаний[1].